# تشياكي إيشيكاوا
تشياكي إيشيكاوا (باليابانية: 石川智晶؛ بالكانا: いしかわ ちあき) هي مغنية وملحنة وكاتبة غنائية ومغنية مؤلفة يابانية، ولدت في 29 مارس 1969 في طوكيو في اليابان.

## وصلات خارجية
- الموقع الرسمي
- تشياكي إيشيكاوا على موقع IMDb (الإنجليزية)
- تشياكي إيشيكاوا على موقع ميوزك برينز (الإنجليزية)
- تشياكي إيشيكاوا على موقع أول ميوزيك (الإنجليزية)
- تشياكي إيشيكاوا على موقع ديسكوغز (الإنجليزية)
- تشياكي إيشيكاوا على موقع قاعدة بيانات الفيلم (الإنجليزية)
- تشياكي إيشيكاوا على موقع ANN person (الإنجليزية)